# Berliet VIM
Unter der Typenbezeichnung Berliet VIM liefen leichte Lastkraftwagen des französischen Kraftfahrzeugherstellers Berliet in Lyon, gebaut 1931 bis 1932.

## Technik
Der Berliet VIM wurde als „Camionette“, also Lieferwagen bzw. leichter Hauben-LKW, bezeichnet. Er wurde von 1931 bis 1932 gebaut. Seine technischen Daten, soweit überliefert, können der Info-Box entnommen werden. Der Typ war steuerlich mit 8 CV klassifiziert, die bei 3000/min entwickelte effektive Höchstleistung ist nicht genannt.

## Geschichte
Die allgemeine Betriebserlaubnis wurde am 26. März 1931 erteilt. Dem Fahrzeugtyp wurde bei Serienbaubeginn das Chassisnummernband 95701–95750 (50 Stück) zugeteilt. Gebaut wurden 39 Stück 1931 und 10 Stück 1932, also insgesamt 49 Stück.

### Originalquellen
Eine Publikation, in der alle vor 1945 gebauten Berliet-Typen individuell abgehandelt wären, gibt es nicht. Neben der unten erwähnten Literatur wurde auf folgende in der Fondation Berliet verwahrte Originalunterlagen zurückgegriffen:
- Fiches des Mines: Es handelt sich um die Unterlagen zur Erteilung einer allgemeinen Betriebserlaubnis, hierfür ist in Frankreich der "Inspecteur des mines" sachlich zuständig. Diese Unterlagen sind chronologisch geordnet und nummeriert. Nicht zu jedem Typ bzw. Variante gibt es entsprechende Unterlagen, teils, weil sie wohl als Untervarianten eines Typs verstanden wurden, für den eine gesonderte Erlaubnis nicht erforderlich war, teils wohl, weil diese Unterlagen im Laufe der letzten 100 Jahre verlorengegangen sind. Bei Militärtypen gibt es Hinweise, dass eine Betriebserlaubnis direkt durch militärische Dienststellen erfolgte, was entsprechende "fiches des mines" überflüssig machte. Die Quellenbezeichnung lautet: "Fiches No...."
- Etat des véhicules utilitaires et autobus declares aux mines depuis 1920, eine 15-seitige Zusammenstellung vom 1. Dezember 1941, enthält insbesondere die reservierten Chassisnummernbänder, die jedoch vielfach nicht vollständig ausgeschöpft wurden, einige Typen bzw. Varianten werden nicht erwähnt, Quellenbezeichnung lautet: "Etat S..."
- Nombre de véhicules construits de 1930 à 1942, siebenseitige Zusammenstellung der zwischen 1930 und 1942 gebauten Stückzahlen an Nutzfahrzeugen, erstellt wohl 1943, erste Seite teilweise irreparabel verderbt, teilweise werden mehrere Typen bzw. Varianten zusammengefasst, Quellenbezeichnung lautet: "Nombre S...."

### Sonstige Literatur
- Monique Chapelle: Berliet. 1. Auflage. EMCE, Saint-Chamond 2016, ISBN 978-2-35740-049-8.